# Franz Josef Strauss
Franz Josef Strauss (eredetileg Franz Josef Strauß), (München, 1915. szeptember 6. – Regensburg, 1988. október 3.) német politikus. A Bajor Keresztényszociális Unió Párt elnöke, Bajorország miniszterelnöke.

## Élete
Egy azonos nevű német mészáros és Walburga asszony második gyermekeként született, 1915-ben, Münchenben. A Müncheni Egyetemen filológiát és történelmet hallgatott, 1935 és 1939 között. Közben, 1937-ben referensként belépett egy kerékpáros sportegyesületbe, de 1939-ben kilépett, mert a sport politikai propagandacélokra való felhasználásával nem értett egyet.
A második világháborúban a Wehrmachtban harcolt a keleti és a nyugati fronton. A tüzérfőhadnagyi rangig vitte. Közben letette egyetemi államvizsgáit is. A háború után megtanult angolul és az amerikaiak segítségével tartományi CSU-főtitkár lett.
1957-ben házasságot kötött Marianne Zwicknagllal (1930–1984).
Három gyermekük született, Max Josef, Franz Georg és Monika.

## Politikai pályája
A háború után az amerikai megszállók megyei vezetőnek jelölték, és részt vett a Bajor Keresztényszociális Unió Párt (CSU) helyi megszervezésében.
1949-ben tagja lett az első német parlamentnek, a Bundestagnak. 1953-ban tagja volt Konrad Adenauer második kormányának.
Az 1960-as évek elején két botrányban is érintett volt, az egyik 1961-ben a Lockheed-ügy, a másik 1962-ben a Spiegel-ügy.
1966-ban Kurt Georg Kiesinger kormányában ismét pénzügyminiszter lett.

## Európai Egyesült Államok
Strauss az Entwurf für Europa című könyvében írt az európai egyesülésről. Hitt egy Európai Egyesült Államok létrejöttében.

## Magyar kapcsolatok
Franz Josef Strauss az 1960-as évek második felében, szövetségi pénzügyminisztersége idején érdeklődött a magyarországi gazdasági és politikai reformok iránt, elsősorban azért, mert a magyarországi fejleményekben lehetőséget látott a „szocialista tábor” megosztására. 1966-ban és 1968-ban is igyekezett meghívást szerezni Magyarországra, egy „inkognitóban” teendő látogatásra. Strauss azonban politikusként gyakran tett radikális antikommunista és szovjetellenes kijelentéseket, ezért magyarországi meghívását, a Szovjetunióra és az NDK-ra való tekintettel is az MSZMP vezetése nem tartotta hasznosnak. Csak mintegy tíz év múlva, az enyhülés, valamint az NSZK és a „keleti tábor” közötti viszony javulásának idején, a gazdasági-kereskedelmi együttműködés fellendülésével változott a helyzet. Strauss 1977-ben újra jelezte látogatási szándékát Hamburger László bonni magyar nagykövetnek. Közölte: „sokat hallott a magyar vadászati lehetőségekről és a maga részéről szívesen látogatna magánemberként Magyarországra. Különösen örülne, ha ennek során megfelelő szintű partnerekkel politikai megbeszélést folytathatna.” Budapesti döntés után a nagykövet 1977. július 26-án a magyar kormány nevében meghívást adott át neki „magyarországi vadászatra, magánemberként”. A szeptemberi látogatás előtt az MSZMP KB Politikai Bizottsága döntött arról, hogy Kádár János a magyar KÜM javaslata ellenére nem találkozik Strauss-szal, de házigazdája Nagy János külügyminiszter-helyettes lesz, valamint tárgyalópartnerként fogadja őt Apró Antal, az Országgyűlés elnöke és Puja Frigyes külügyminiszter. Strausst sportrepülőgépén elkísérte Magyarországra Max Streibl pénzügyminiszter is, aki külön tárgyalt Madarasi Attila pénzügyminisztériumi államtitkárral a nyugatnémet/bajor–magyar kapcsolatokról, különösen az ipari együttműködésről. 
Strauss az ezt követő évek során többször látogatott még Magyarországra vadászatra, és 1986 decemberében Kádár János is hivatalos találkozón fogadta őt. Erről a találkozóról Strauss meleg szavakkal emlékezett meg Grósz Károly miniszterelnök 1987-es hivatalos NSZK-beli látogatása alkalmával.

## Magyarul megjelent művei
- Kihívás és válasz; Kossuth, Bp., 1968